# Marco Tiberi
Marco Tiberi (Roma, 27 luglio 1972 – Roma, 22 marzo 2024) è stato uno sceneggiatore e scrittore italiano.

## Biografia
Iniziò a lavorare come autore televisivo per la serie televisiva Don Matteo (2002) e per Il giudice Mastrangelo (2005). Allievo di Furio Scarpelli, nel 2009 esordì al cinema co-firmando la sceneggiatura del film Christine Cristina, per l'esordio dietro la macchina da presa di Stefania Sandrelli. L'anno dopo partecipò alla stesura del copione de I mostri oggi, diretto da Enrico Oldoini.
Secondo lo sceneggiatore Giacomo Scarpelli, «Marco Tiberi ha tradotto la migliore tradizione della commedia all'italiana nella fiction televisiva».
Negli ultimi anni si dedicò anche alla saggistica e alla narrativa. Ne Il sequestro, in maniera ironica, vorrebbe istigare i votanti e gli iscritti al Partito Democratico ad abbandonare il partito per andare a collocarsi più a sinistra: «...il primo passo di una negoziazione per il rilascio degli ostaggi, per la liberazione di quei milioni di progressisti italiani costretti a votare per il Pd loro malgrado».
Tiberi, in effetti, malgrado fosse stato autore del documentario Democratici. Un altro Film, lasciò il Partito Democratico per aderire al movimento Possibile fondato da Giuseppe Civati, del quale divenne stretto collaboratore e per la cui casa editrice People pubblicò i suoi libri.
Nel 2021, insieme a Giacomo Scarpelli, scrisse Il figlio di Brancaleone, ideale terzo capitolo dell'epopea di Brancaleone da Norcia, avente per protagonista suo figlio.
Il suo ultimo romanzo fu L'ultima morte di Peppe Bortone, il ritratto comico amaro di un ex figurante di film western all'italiana costretto a riciclarsi nelle soap opera.
Morì improvvisamente a Roma il 22 marzo 2024 all'età di 51 anni. Riposa nel Cimitero acattolico di Roma.

## Filmografia

### Sceneggiatore
- Christine Cristina, regia di Stefania Sandrelli (2009)
- I mostri oggi, regia di Enrico Oldoini (2010)
- L'uomo di fumo, regia di Giovanni Soldati (2023)

## Opere

### Saggi
- Potevo intitolarlo «Voce di donna» ma non sto ancora a questi livelli (con Emanuela Fanelli), People, 2021.
- Il sequestro. Controstoria del Partito Democratico, People, 2022.

### Narrativa
- Marco Tiberi, Giuseppe Civati, Fine, People, 2019.
- Marco Tiberi, Giacomo Scarpelli, Il figlio di Brancaleone, illustrazioni di Furio Scarpelli, People, 2021.
- Marco Tiberi, L'ultima morte di Peppe Bortone, People, 2021.